# Civaux
Civaux és un municipi francès situat al departament de la Viena i a la regió de la Nova Aquitània. L'any 2007 tenia 946 habitants.

## Demografia

### Població
El 2007 la població de fet de Civaux era de 946 persones. Hi havia 386 famílies de les quals 110 eren unipersonals (55 homes vivint sols i 55 dones vivint soles), 126 parelles sense fills, 122 parelles amb fills i 28 famílies monoparentals amb fills.
La població ha evolucionat segons el següent gràfic:
Habitants censats

### Habitatges
El 2007 hi havia 518 habitatges, 391 eren l'habitatge principal de la família, 25 eren segones residències i 102 estaven desocupats. 499 eren cases i 10 eren apartaments. Dels 391 habitatges principals, 289 estaven ocupats pels seus propietaris, 99 estaven llogats i ocupats pels llogaters i 3 estaven cedits a títol gratuït; 4 tenien una cambra, 15 en tenien dues, 67 en tenien tres, 132 en tenien quatre i 173 en tenien cinc o més. 330 habitatges disposaven pel capbaix d'una plaça de pàrquing. A 158 habitatges hi havia un automòbil i a 197 n'hi havia dos o més.

### Piràmide de població
La piràmide de població per edats i sexe el 2009 era:
| Homes | Edats   | Dones |
| ----- | ------- | ----- |
| 0     | 95 o +  | 0     |
| 4     | 90 a 94 | 8     |
| 0     | 85 a 89 | 12    |
| 8     | 80 a 84 | 4     |
| 20    | 75 a 79 | 28    |
| 28    | 70 a 74 | 36    |
| 24    | 65 a 69 | 16    |
| 40    | 60 a 64 | 24    |
| 24    | 55 a 59 | 12    |
| 16    | 50 a 54 | 20    |
| 20    | 45 a 49 | 44    |
| 24    | 40 a 44 | 20    |
| 32    | 35 a 39 | 36    |
| 28    | 30 a 34 | 24    |
| 36    | 25 a 29 | 24    |
| 16    | 20 a 24 | 12    |
| 28    | 15 a 19 | 16    |
| 20    | 10 a 14 | 28    |
| 24    | 5 a 9   | 24    |
| 8     | 0 a 4   | 28    |

## Economia
El 2007 la població en edat de treballar era de 564 persones, 423 eren actives i 141 eren inactives. De les 423 persones actives 380 estaven ocupades (213 homes i 167 dones) i 44 estaven aturades (15 homes i 29 dones). De les 141 persones inactives 55 estaven jubilades, 34 estaven estudiant i 52 estaven classificades com a «altres inactius».

### Ingressos
El 2009 a Civaux hi havia 407 unitats fiscals que integraven 977 persones, la mediana anual d'ingressos fiscals per persona era de 16.314 €.

### Activitats econòmiques
Dels 54 establiments que hi havia el 2007, 10 eren d'empreses extractives, 1 d'una empresa alimentària, 4 d'empreses de fabricació d'altres productes industrials, 12 d'empreses de construcció, 4 d'empreses de comerç i reparació d'automòbils, 3 d'empreses de transport, 7 d'empreses d'hostatgeria i restauració, 1 d'una empresa financera, 1 d'una empresa immobiliària, 6 d'empreses de serveis, 1 d'una entitat de l'administració pública i 4 d'empreses classificades com a «altres activitats de serveis».
Dels 17 establiments de servei als particulars que hi havia el 2009, 1 era una oficina de correu, 1 paleta, 2 guixaires pintors, 1 fusteria, 3 electricistes, 2 perruqueries, 2 agències de treball temporal, 4 restaurants i 1 agència immobiliària.
Dels 2 establiments comercials que hi havia el 2009, 1 era una botiga de menys de 120 m² i 1 una fleca.
L'any 2000 a Civaux hi havia 19 explotacions agrícoles que ocupaven un total de 1.020 hectàrees.

## Equipaments sanitaris i escolars
L'únic equipament sanitari que hi havia el 2009 era una farmàcia.
El 2009 hi havia una escola elemental.

## Poblacions més properes
El següent diagrama mostra les poblacions més properes.